# Rue Henri Evenepoel (Schaerbeek)
Pour les articles homonymes, voir Rue Henri Evenepoel.
La rue Henri Evenepoel (en néerlandais : Henri Evenepoelstraat) est une rue bruxelloise de la commune de Schaerbeek qui va de la place des Carabiniers à l'avenue Jacques Georgin en passant par la rue Jules Lebrun.
Cette rue longe les bureaux de la RTBF-VRT.
La rue porte le nom du peintre belge Henri Evenepoel, né à Nice le 2 octobre 1872 et décédé à Paris le 27 décembre 1899.

## Adresses notables
- nos 90-100 : Immeubles du Foyer Schaerbeekois